# 岳家湾墓地
岳家湾墓地，位于中国青海省海晏县金滩乡岳峰村，为青海省市县级文物保护单位，公布日期为1988年5月19日，类型为古墓葬。
岳家湾墓地的历史年代为待定。